# Anton Christian Wedekind

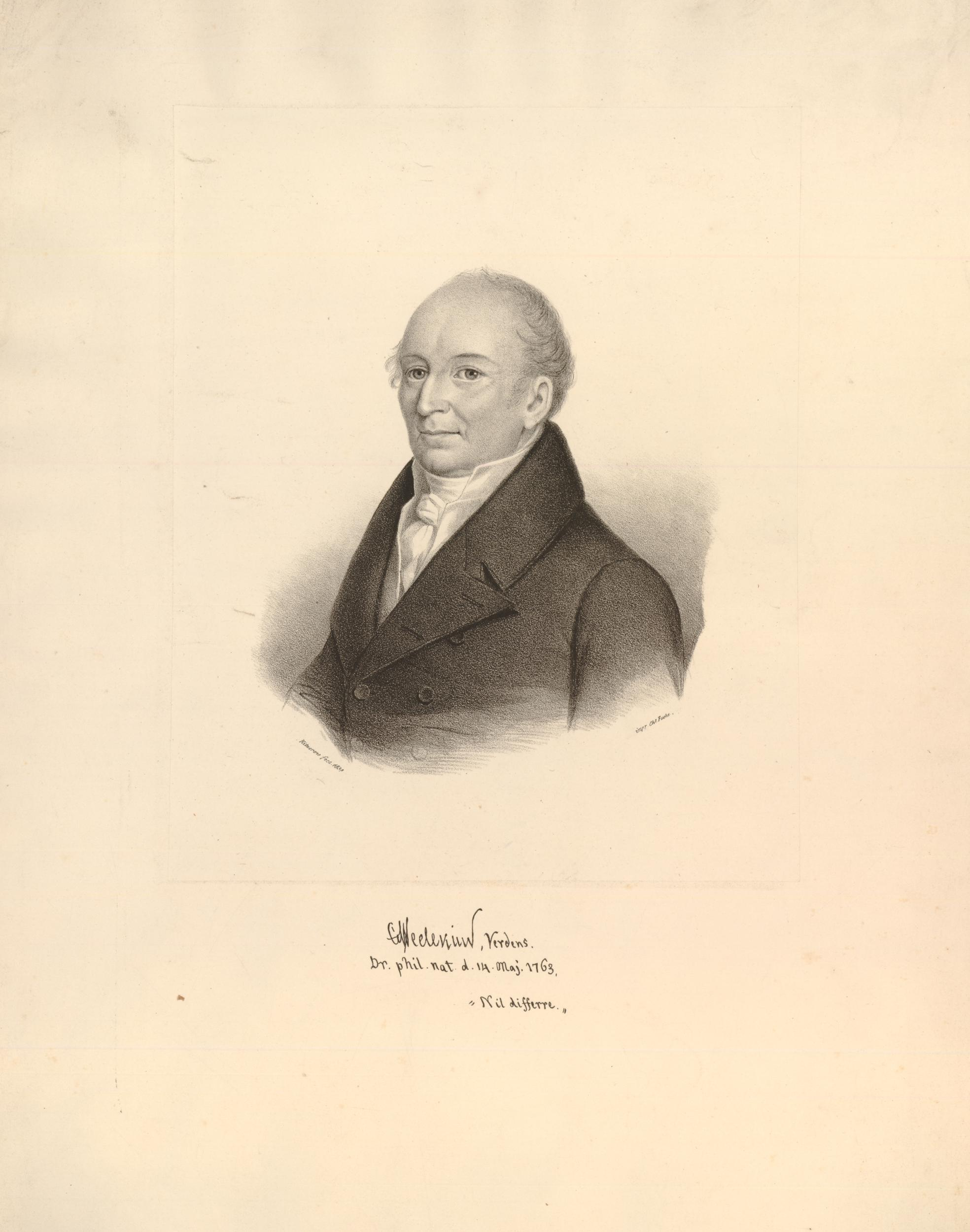
Anton Christian Wedekind

Anton Christian Wedekind (* 14. Mai 1763 in Visselhövede; † 14. März 1845 in Lüneburg) war ein deutscher Geschichtsforscher.

## Leben
Wedekind, der der Familie Wedekind zur Horst entstammte, war der einzige Sohn des Heinrich Friedrich Wedekind, Amtsvogt zu Visselhövede. Er hatte fünf Schwestern, von denen vier bereits als Kinder starben.
Er begann 1782 ein Jurastudium in Helmstedt und wechselte 1784 nach Göttingen. Er promovierte zum Dr. jur. et phil. und trat nach seinem Examen eine Beamtenlaufbahn in Hannover an. Er machte sich dort in der Theaterwelt einen Namen, indem er dort die Theaterzeitschrift Kleine Beiträge zur Hannöverschen Dramaturgie herausgab. Sie kam aber über vier Ausgaben nicht hinaus. Er heiratete am 22. Mai 1792 die hannoversche Pastorentochter Dorothee Henriette Zwicker. Die Ehe hatte keine Kinder.
1793 wurde er zur Übernahme des Klosteramts zu St. Michaelis in Lüneburg berufen. Dort übertrug ihm der Landschaftsdirektor Friedrich Ernst von Bülow die Leitung des Klosterarchivs. Wedekind, der auf der Universität keine schulmäßige Vorbildung für Geschichte genossen hatte, begann jetzt im Selbststudium historische Hilfswissenschaften zu studieren. Als Ergebnis seiner Arbeiten gab er eine Vielzahl von genealogischen, geographischen und chronologischen Einzeluntersuchungen sowie urkundliche Mitteilungen zur mittelalterlichen Geschichte Norddeutschlands und der Nachbarländer heraus. Diese erschienen im Hannoverschen Magazin, später im Vaterländischen Archiv, aber auch in selbständigen Publikationen.
Die Geschichtsschreibung überließ er anderen, er konzentrierte sich stark auf Quellenkritik, wo er, im Vergleich zur Klassischen Philologie, erhebliche Missstände sah:

„Wir finden noch täglich in den Büchern jener hastigen Pragmatiker Folgerungen aufgestellt, die in nichts zerfallen, wenn das Faktum geprüft wird. Viel zu wenig ist bisher für die Kritik unserer Quellen, für ihre Auslegung und vergleichende Erörterung gethan; unbedeutend zumal erscheint es, wenn man es mit dem vergleicht, was für griechische und römische Schriftsteller, sehr verdienstvoll und lobenswerth allerdings, aber auch nicht selten zum Ubermaass und mit verschwenderischem Aufwände, geschieht. – Ist denn die kritische Kenntniss der vaterländischen Geschichte und Verfassung nicht auch Philologie?“

Wedekind übte offene Kritik an der unkritischen Übernahme unsicherer und fraglicher Quellen. Diese zeigte sich auch in einer Reihe von Rezensionen, die er, allerdings meist nicht unter Klarnamen, in den Göttingischen Gelehrten Anzeigen veröffentlichte. Mit seinen vielen, meist kleineren Beiträgen versuchte er Fehler, Fehldeutungen und Missverständnisse zu beheben. Eine Reihe dieser kleinen Beiträge fasste er in den Noten zu einigen Geschichtschreibern des deutschen Mittelalters zusammen, mit dem er allgemeine Anerkennung unter den Mediävisten fand. Weitere Werke auf diesem Gebiet waren Hermann Herzog von Sachsen und das Nekrolog des Lüneburger Michaelisklosters, das später auch in den Noten erschien.
Ein anderes Anliegen waren ihm die zuverlässige Darstellung von Zusammenhängen von historischen Ereignissen. Die beiden Werke Chronologisches Handbuch der Welt- und Völkergeschichte und Chronologisches Handbuch der neuern Geschichte (1740 bis 1815), offenbar Ergebnisse und Aufzeichnungen seines Selbststudiums, sind in synoptischer Tabellenform gehalten, ein damals völlig neues Konzept.
Wedekind blieb aber auch für die Gegenwart aufgeschlossen. Er veröffentlichte verschiedene statistische Werke, Diplomaten-, Behörden- und Beamtenverzeichnisse (Jahrbuch für die hanseatischen Departements, Hamburg 1812) und kommentierte aktuelle Ereignisse, teilweise in Form von Flugschriften, wie die Abschrift des Friedens von Lunéville in französischer und deutscher Sprache (1801 und 1803), die urkundliche Darstellung Verhaft und Befreiung der hundert Einwohner Lüneburgs im Monat April 1813 (Lüneburg, 1815) oder ein Gedicht zur Begrüßung des Oberstleutnants von Ramdohr beim Einzug seines Bataillons in Lüneburg am 6. Februar 1816. Während der französischen Besetzung war er Unterpräfekt und Mitglied des Conseil Generale des Departements der Elbmündungen, später (seit 1831) Kgl. Hann. Oberamtmann. Seinem Interesse an der Literatur verlieh er mit der anonymen Veröffentlichung von Feronia: Auswahl schöner Stellen aus deutschen Schriften Ausdruck.
Aus gesundheitlichen Gründen musste er 1842 um seine Pensionierung bitten. Drei Jahre später starb er, fast erblindet, in Lüneburg.
Wedekind wirkte auch im täglichen Leben mildtätig. Als er aber einmal ein Vorhaben hinauszögerte und dieses dann plötzlich unmöglich geworden war, nahm er sich fest vor, dieses nicht noch einmal zuzulassen. Zur Erinnerung ergänzte er 1794 sein Wappen um die Devise "Nil Differre" (Nichts aufschieben).
Besonders großzügig bedachte Wedekind 1819 die königliche Gesellschaft der Wissenschaften zu Göttingen, der er 8000 Goldtaler übergab. Damit sollte nach seinem Tod eine Preisstiftung eingerichtet werden, dem heutigen Wedekind-Preis für deutsche Geschichte. Aus Dank wurde ihm dafür 1886 auf seiner Grabstätte ein Denkmal in Form eines Obelisken errichtet.

## Auszeichnungen
Wedekind war Ritter des Guelphen-Ordens, seit 1818 Korrespondent der königlichen Gesellschaft der Wissenschaften zu Göttingen und seit 1837 deren Ehrenmitglied. Die Göttinger philosophische Fakultät verlieh ihm im gleichen Jahr die Ehrendoktorwürde. Zu seinem 50-jährigen Dienstjubiläum wurde ihm die Ehrendoktorwürde der Göttinger und Jenaer juristischen Fakultät verliehen.

## Werke
- Kleine Beiträge zur Hannöverschen Dramaturgie. Hannover 1789. Neuausgabe: Wehrhahn-Verlag, Hannover 2000, ISBN 3-932324-15-3.
- Chronologisches Handbuch der Welt- und Völkergeschichte. Lüneburg 1812.
- Chronologisches Handbuch der neuern Geschichte (1740 bis 1815). Zwei Bände, Lüneburg 1815 & 1817.
- Hermann Herzog von Sachsen. Lüneburg 1817.
- Noten zu einigen Geschichtschreibern des deutschen Mittelalters. Drei Bände, Hamburg 1821, 1835, 1836
- Feronia: Auswahl schöner Stellen aus deutschen Schriften. 1829.
- Welthistorische Erinnerungsblätter. 2. Ausgabe, Lüneburg 1845.